# Befandriana-Avaratra (stad)
Befandriana-Avaratra is een stad in Madagaskar, gelegen in de regio Sava. De stad telt 37.984 inwoners (2005).

## Geschiedenis
Tot 1 oktober 2009 lag Befandriana-Avaratra in de provincie Mahajanga. Deze werd echter opgeheven en vervangen door de regio Sava. Tijdens deze wijziging werden alle autonome provincies opgeheven en vervangen door de in totaal 22 regio's van Madagaskar.

## Infrastructuur
Naast het basisonderwijs biedt de stad zowel middelbaar als hoger onderwijs aan. Befandriana-Avaratra beschikt tevens over een eigen ziekenhuis.

## Economie
Landbouw en veeteelt bieden werkgelegenheid aan respectievelijk 15% en 10% van de beroepsbevolking. Het belangrijkste gewas in Befandriana-Avaratra is rijst, terwijl andere belangrijke producten tarwe, maïs, cassave en gerst betreffen. In de industriële en dienstensector werkt respectievelijk 5% en 70% van de bevolking.